# Черкудинов, Сергей Александрович
Черкудинов Сергей Александрович — советский учёный в области синтеза плоских рычажных механизмов, один из основателей разработки этого раздела теории механизмов и машин в советской механике; доктор технических наук.

## Биография
В 1945 году перешел на работу в Институт машиноведения им. А. А. Благонравова из Ленинградского политехнического института, где длительное время сотрудничал с академиком Артоболевским Иваном Ивановичем, совместно с которым был выпущен справочник по синтезу рычажных механизмов.
Его научные публикации периода работы в Институте машиноведения посвящены точным и приближенным методам синтеза шарнирных передаточных механизмов.
Подготовил несколько докторов технических наук. Известными учениками являются Сункуев Борис Семенович и Полухин Валентин Павлович.

## Основные труды
Основные научные достижения ученого опубликованы в двух справочниках по синтезу механизмов:
- Черкудинов С. А. Синтез плоских шарнирно-рычажных механизмов : задачи о воспроизведении непрерывной функции на заданном отрезке / С. А. Черкудинов. — М.: Изд-во Акад. наук СССР, 1959. — 322 с.
- Синтез плоских механизмов / И. И. Артоболевский, Н. И. Левитский, С. А. Черкудинов; ред. А. Е. Кобринский. — М.: Физматгиз, 1959. — 1084 с.